# Эгген, Тургрим
Тургрим Эгген (норв. Torgrim Eggen) — норвежский писатель, журналист и музыкант. Он работал журналистом в норвежском музыкальном издании «Nye Takter», в газетах Arbeiderbladet, Puls, Dagbladet и журнале Beat, а также редактором бесплатной газеты Natt&Dag. Кроме этого Эгген играл на бас-гитаре в норвежской группе новой волны «The Cult».